# Biblioteca Turriana
La Biblioteca Turriana fue la biblioteca pública de la Catedral Metropolitana de la Ciudad de México. Fue inaugurada en 1804 y estuvo activa hasta 1867. Se considera una de las últimas bibliotecas novohispanas, ya que gran parte de su actividad se desarrolló en durante la época independiente.

## Historia
Recibió ese nombre por su fundador, el chantre de la catedral Luis Antonio de Torres, quien al morir en 1756 la heredó a sus sobrinos Luis Antonio y Cayetano de Torres. Al morir ellos en 1787, Ambrosio Llanos de Valdés recibió cuadros, medallas y 20 mil pesos para la construcción del edificio de la biblioteca, pero esta finalmente fue situada en un local junto a la catedral. En 1789, la sala con los libros y estantes ya estaba acondicionada. La biblioteca solamente dio servicio al personal de la catedral durante los primeros quince años, antes de abrir al público en 1804. Las colecciones estuvieron a cargo de José Mariano Beristáin y Souza y Manuel Ramírez, quien clasificó los libros y elaboró un índice. La Biblioteca Turriana permanenció abierta durante la Guerra de independencia. Algunos de los personajes que donaron sus bibliotecas para el acervo fueron Carlos María de Bustamante, Lucas Alamán, Ignacio Rayón, entre otros.

## Cierre
En 1867, el acervo fue expropiado y pasó a formar parte de la Biblioteca Nacional, pero muchas de sus obras se dispersaron.
Su catálogo, el Bibliothecae Turrianae Index Clasicus, se encuentra en el Fondo de Origen de la Biblioteca Nacional de México. Los principales títulos que aparecen son sobre obras de humanidades y religión, así como literatura castellana y clásica y pocas obras científicas.